# Штангассингер, Томас
Томас Штангассингер (нем. Thomas Stangassinger, род. 15 сентября 1965 года, Халлайн) — австрийский горнолыжник, олимпийский чемпион, призёр чемпионатов мира, победитель этапов Кубка мира. Спортсмен года в Австрии в 1994 году. Специализировался в слаломе.
В Кубке мира Штангассингер дебютировал 16 декабря 1984 года, в декабре 1989 года одержал свою первую в карьере победу на этапе Кубка мира, в слаломе. Всего имеет на своём счету 10 побед на этапах Кубка мира, все в слаломе. Лучшим достижением в общем зачёте Кубка мира, является для Штангассингера 9-е место в сезоне 1996/97, в сезоне 1998/99 завоевал малый Хрустальный глобус в зачёте слалома.
На Олимпийских играх 1988 года в Калгари занял 13-е место в комбинации, кроме того стартовал в слаломе, но сошёл с дистанции во второй попытке.
На Олимпийских играх 1992 года в Альбервиле был 9-м в слаломе.
На Олимпийских играх 1994 года в Лиллехаммере завоевал золотую медаль в слаломе, 0,15 секунды выиграв у ставшего вторым, легендарного итальянца Альберто Томба.
На Олимпийских играх 1998 года в Нагано стал 6-м в слаломе.
За свою карьеру участвовал в шести чемпионатах мира, на которых выступал исключительно в слаломе, на чемпионате мира 1991 года завоевал серебро, а на чемпионате мира 1993 года бронзу.
Использовал лыжи производства фирмы Atomic. Завершил спортивную карьеру в 2000 году.

## Победы на этапах Кубка мира (10)
| №  | Сезон   | Дата           | Место         | Дисциплина  |
| -- | ------- | -------------- | ------------- | ----------- |
| 1  | 1989/90 | 3 декабря 1989 | Монт-Сент-Энн | Слалом      |
| 2  | 1992/93 | 24 января 1993 | Вейсонна      | Слалом (2)  |
| 3  | 1993/94 | 28 ноября 1993 | Парк-Сити     | Слалом (3)  |
| 4  | 1993/94 | 16 января 1994 | Кицбюэль      | Слалом (4)  |
| 5  | 1996/97 | 9 марта 1997   | Сига Когэн    | Слалом (5)  |
| 6  | 1997/98 | 22 ноября 1997 | Парк-Сити     | Слалом (6)  |
| 7  | 1997/98 | 18 января 1998 | Вейсонна      | Слалом (7)  |
| 8  | 1997/98 | 25 января 1998 | Кицбюэль      | Слалом (8)  |
| 9  | 1998/99 | 28 ноября 1998 | Аспен         | Слалом (9)  |
| 10 | 1998/99 | 13 марта 1999  | Сьерра-Невада | Слалом (10) |